# Kevin Conway
Kevin John Conway (New York, 29 mei 1942 - aldaar, 5 februari 2020) was een Amerikaans acteur en filmregisseur. 

## Biografie
Conway had het acteren geleerd aan de HB Studio in Greenwich Village.
Conway begon met acteren in het theater, hij maakte in 1969 zijn debuut op Broadway met het toneelstuk Indians. Hierna speelde hij nog meerdere rollen op Broadway en off-Broadway.
Conway begon in 1971 met acteren voor televisie in de televisieserie A World Apart. Hierna heeft hij nog meerdere rollen gespeeld in televisieseries en films zoals One Life to Live (1973), F.I.S.T. (1978), The Quick and the Dead (1995), Mercury Rising (1998), Thirteen Days (2000), The Outer Limits (1995-2002), Oz (1999-2003) en The Good Wife (2009-2011).
Conway was ook actief als filmregisseur, in 1987 heeft hij de film The Sun and the Moon geregisseerd.
Conway was in 1966 getrouwd.
Hij overleed in 2020 op 77-jarige leeftijd aan de gevolgen van een hartaanval.

## Filmografie

### Films
Selectie:
- 2006 Invincible – als Frank Papale
- 2003 Mystic River – als Theo
- 2001 Black Knight – als koning Leo
- 2000 Thirteen Days – als generaal Curtis LeMay
- 1999 The Confession – als Mel Duden
- 1998 Mercury Rising – als Lomax
- 1995 The Quick and the Dead – als Eugene Dred
- 1988 Funny Farm – als Crum Petree
- 1978 Paradise Alley – als Stitch Mahon
- 1978 F.I.S.T. – als Vince Doyle
- 1972 Slaughterhouse-Five – als Roland Weary

### Televisieseries
Uitgezonderd eenmalige gastrollen.
- 2018 Unmasked - als verteller - 3 afl.
- 2017 - 2018 Who Killed Jane Doe? - als verteller - 12 afl.
- 2009 – 2011 The Good Wife – als Jonas Stern – 3 afl.
- 2007 The Black Donnellys – als Jenny's Pop – 10 afl.
- 2007 The Bronx Is Burning – als Gabe Paul – 8 afl.
- 1999 – 2003 Oz – als Seamus O'Reilly – 6 afl.
- 1995 – 2002 The Outer Limits – als controle stem – 145 afl.
- 1995 Streets of Laredo – als Mox Mox – miniserie
- 1995 New York News – als Jim Kowalski – 3 afl.
- 1973 One Life to Live – als Earl Brock - ? afl.

## Theaterwerk opBroadway
- 2002 – 2003 Dinner at Eight – als Dan Packard
- 1995 On the Waterfront – als Johnny Friendly
- 1979 – 1981 The Elephant Man – als Frederick Treves / Belgische politieman
- 1974 – 1975 Of Mice and Men – als George
- 1973 The Plough and the Stars – als de jonge Covey
- 1972 Moonchildren – als Mike
- 1969 – 1970 Indians – als Black Hawk

- Bibliothèque nationale de France: cb13892701k (data)
- Gemeinsame Normdatei: 137216750
- International Standard Name Identifier: 0000 0001 1467 1401
- Library of Congress Control Number: n88295325
- MusicBrainz: ebdea4cc-8c6a-4107-8802-060d11701c26
- Nationale Bibliotheek van Tsjechië: xx0322256
- Nationale Bibliotheek van Israël: 987007347028605171
- SNAC: w6pq3b4b
- Système universitaire de documentation: 243023146
- Virtual International Authority File: 7573555
- WorldCat: E39PBJyGYGfGRJ9JXdfcYjqRKd